# Czołnica
Czołnica (ukr. Човниця) – wieś na Ukrainie w rejonie łuckim obwodu wołyńskiego.

## Historia
Pod koniec XIX w. wieś w gminie Trościaniec, w powiecie łuckim.
Do 2020 w rejonie kiwereckim. 